# مامیش بی‌لی
مامیش بی‌لی (به لاتین: Mamishbeyli) یک منطقه مسکونی در جمهوری آذربایجان است که در شهرستان آغجه‌آباد واقع شده است.